# Festival GoEast 2021
Le Festival GoEast 2021, 21e édition du festival, se déroule du 20 au 26 avril 2021.

## Déroulement et faits marquants
Le film This Rain Will Never Stop de Alina Gorlova remporte le Lily d'or du meilleur film.

## Sélection

### En compétition
- How I became a partisan de Vera Lacková  Tchéquie  Slovaquie
- Bebia, à mon seul désir de Juja Dobrachkous  Géorgie
- Bilesuvar de Elvin Adigozel  Azerbaïdjan
- Chupacabra de Grigori Kolomitsev  Russie
- Preparations to Be Together for an Unknown Period of Time de Lili Horvát  Hongrie
- Once Upon a Youth de Ivan Ramljak  Croatie
- Papier mâché de Vitali Susline  Russie
- Landscapes of Resistance de Marta Popivoda  Serbie
- Please Hold the Line de Pavel Cuzuioc  Autriche
- Si le vent tombe de Nora Martirosyan  Arménie
- Au crépuscule (Sutemose) de Šarūnas Bartas  Lituanie
- Holy Father de Andrei Dăscălescu  Roumanie
- This Rain Will Never Stop de Alina Gorlova  Ukraine  Lettonie
- Ulbolsyn de Adilkhan Yerzhanov  Kazakhstan
- The Last Ones (Viimased) de Veiko Õunpuu  Estonie
- Yellow Cat de Adilkhan Yerzhanov  Kazakhstan
- Life of Ivanna de Renato Borrayo Serrano  Russie

### Bioskop
- Barokk femina de Péter Lichter  Hongrie
- Glory to the Queen de Tatia Skhirtladze  Autriche  Géorgie
- Gorbatchev. Paradis de Vitali Manski  Russie
- Once Upon a Time in Poland de Vít Klusák (cs) et Filip Remunda (en)  Tchéquie  Slovaquie
- The Foundation Pit de Andreï Griazev  Russie
- Quo vadis, Aida ? de Jasmila Žbanić  Bosnie-Herzégovine
- Le Vent du Nord de Renata Litvinova  Russie
- In the Mirror de Laila Pakalniņa  Lettonie  Lituanie
- The Bus de Abdulkhai Zokirov  Tadjikistan

### Anti-Oscar
- Austerlitz de Stan Neumann  France
- Palms de Artur Aristakisyan  Russie
- Un été inoubliable de Lucian Pintilie  France  Roumanie
- The Danube Exodus de Péter Forgács  Pays-Bas
- Wittgenstein Tractatus de Péter Forgács  Hongrie

### Hommage àYouri Gagarine
- 2020: A Covid Space Odyssey de Vladimir Potop et Alina Manolache  Roumanie
- Aelita de Yakov Protazanov  Union soviétique
- Cosmonaut de Kaspar Jancis  Estonie
- L'Étoile du silence de Kurt Maetzig  Allemagne de l'Est  Pologne
- Ikarie XB-1 de Jindřich Polák  Tchécoslovaquie
- Last and First Men de Jóhann Jóhannsson  Islande
- Notre siècle de Artavazd Pelechian  Union soviétique
- Space Dogs de Elsa Kremser et Levin Peter  Autriche  Allemagne

## Palmarès

### En compétition
- Lily d'or du meilleur film : This Rain Will Never Stop de Alina Gorlova
- Prix du meilleur réalisateur : Juja Dobrachkous pour Bebia, à mon seul désir